# Jakmesi
Jakmesi (w transliteracji z pisma klinowego Ia-ak-me-si) – król Asyrii według Asyryjskiej listy królów, syn Ilu-Mera i ojciec Jakmeni.